# Cophixalus riparius
Cophixalus riparius — вид жаб родини Карликові райки (Microhylidae).

## Поширення
Вид поширений у Папуа Новій Гвінеї у дощових гірських лісах на висоті 1900-2800 м над рівнем моря. Відомий у провінціях Південний Гайлендс, Західний Гайлендс та Моробе.